# 31-я армия (СССР)
31-я армия (31 А), c 15 июля 1941 года по 11 мая 1945 года — оперативное войсковое объединение (Армия) в составе Вооружённых Сил СССР во время Великой Отечественной войны.

## Формирование
Управление 31-й армии сформировано 15 июля 1941 года в Московском военном округе. Задачей 31-й армии было создание оборонительного рубежа по линии Осташков — Селижарово — Ржев. С севера линия обороны граничила с линией 27-й армии, с юга — 49-я армия.
Первоначальный боевой состав 31-й армии включал:
- управление
- 244-я стрелковая дивизия
- 246-я стрелковая дивизия
- 247-я стрелковая дивизия
- 249-я стрелковая дивизия[2].

Пять дней спустя ей добавили ещё 119-ю стрелковую и 110-ю танковую дивизии, 644-й корпусной артиллерийский полк, 533-й и 766-й артиллерийские противотанковые полки и 2-е батареи морской артиллерии.
30 июля 1941 года армию передают в состав Резервного фронта и смещают линию обороны на рубеж Осташков — Ельцы — Тишина.
Состав армии часто меняют — 244-ю и 246-ю стрелковые дивизии переподчиняют, а 110-ю танковую расформировывают на отдельные танковые бригады. Вместо них вводят 5-ю стрелковую дивизию и 4-ю дивизию народного ополчения Москвы.
Состав армии на 20 сентября 1941 года:
- управление
- 110-я стрелковая дивизия (быв. 4 сд)
- 5-я стрелковая дивизия
- 119-я стрелковая дивизия
- 247-я стрелковая дивизия
- 249-я стрелковая дивизия
- 296 опаб (сформирован по штату НКО № 09/4)
- 297 опаб (сформирован по штату НКО № 09/4)
- 9 аПТОбр
- 43 кап
- 766 апПТО
- 873 апПТО
- батарея звуковой разведки

## Боевые действия

### 1941 год
Боевое крещение армия получила 2 октября, когда немецкие войска начали наступление в направлении Ржева. По приказу 6 октября была сформирована оперативная группа из частей армии во главе с генерал-майором В. С. Поленовым при содействии оперативной группы генерал-лейтенанта И. В. Болдина, целью которых было прервать наступление противника на Волоколамск и Ржев. 7 октября, остановив наступление 3-й танковой группы немцев, контратакой отбросила их назад и заняв оборону по линии Журавлёво — Большое Яковцево — Ивашково, создала коридор отступающим частям советских войск, которые вливались в опергруппу.
10 октября танковая группа пробилась в Сычёвку, и по приказу командира оперативная группа к вечеру стала отходить к Ржеву.
Армия оказалась зажатой с двух сторон войсками противника (с юга — 3-я танковая группа; с севера 9-я армия), которые пробивались к городу Ржев. С тяжёлыми боями и неудачными попытками закрепиться в обороне, армия отходила на восток. Часть военнослужащих отходила самовольно, но были задержаны заградотрядами.
Соединения армии начали передавать 29-й армии, и 12 октября управление 31-й армией перешло в резерв Западного фронта.
17 октября поступило решение о восстановлении армии в составе Калининского фронта. Командование армией принял Василий Александрович Юшкевич.
На 19 октября состав армии был следующим:
- 119-я,
- 183-я стрелковые,
- 46-я и
- 54-я кавалерийские дивизии,
- 8-я танковая бригада и
- мотострелковая бригада Калининского фронта.

С 19 по 22 октября армия боролась со вражеской группировкой, прорвавшейся в район Медное, получив в подкрепление ещё две стрелковые дивизии — 252-ю и 113-ю. А 22 октября был получен приказ перейти в наступление совместно с 29-й и 30-й армиями — освободить город Калинин.
Войскам удалось отвлечь на себя большие силы противника, что помешало освобождению города, но оттянуло значительные силы от Москвы.
17 ноября в состав армии вошла ещё одна стрелковая дивизия — 256-я.

Приказ командующего войсками Калининского фронта командующим 29, 31, 30 и 22-й армиями о переходе войск фронта в наступление с целью разгрома Калининской группировки противника. 20 октября
…2. Войскам Калининского фронта … главными силами окружить и уничтожить группировку противника в районе Калинина, между рекой Волга и Московским морем, и к исходу 21.10 овладеть г. Калинин, не допустить перегруппировки противника для наступления на юго-восток, на Москву. Начало общего наступления — 21.10 в 11.00.
…5. 31-й армии (119, 133 сд, 8 тбр, мотобригада) наступать с северо-запада и с севера на Калинин и во взаимодействии с 30А к исходу 21.10 овладеть сев.-зап. и южн. частью г. Калинин.
… Командующий фронтом генерал-полковник Конев

5 декабря силами Калининского фронта началась Калининская наступательная операция. Преодолевая упорное сопротивление противника, неоднократно переходившего в контратаки, к исходу 15 декабря войскам 29 и 31А были охвачены оба фланга калининской группировки противника, а 16 декабря был освобождён город Калинин.
Учитывая благоприятную обстановку, Ставка потребовала от командующих расширить полосы наступления.
7 января войска 39А, 29А, 31А и 30А были остановлены на подготовленном рубеже обороны севернее города Ржев — севернее Лотошино.

### 1942 год
С 8 января по 20 апреля 1942 года участвовала в Ржевско-Вяземской наступательной операции. С 20 апреля армия перешла к обороне восточнее Зубцова.
С 23 июля 1942 г. армия вошла в состав Западного фронта и участвовала в Ржевско-Сычевской наступательной операции с 30 июля по 23 августа.
20 августа 169-й минометный полк был переподчинён 31-й армии и занял боевые порядки на восточном берегу реки Вазуза, поддерживая 20-ю гвардейскую стрелковую дивизию, которая входила в ударную группировку наступающую на Ржев с юго-востока. Поддерживал до 28 августа.
23 августа 31-я армия освободила город Зубцов.
С 25 ноября по 20 декабря 1942 года участвовала в операции «Марс» (Вторая Ржевско-Сычёвская операция).

### 1943 год
Участвовала в Ржевско-Вяземской и Смоленской наступательных операциях 1943 года.
16 марта 1943 года войска 31-й армии освобождают Новодугино, 18 марта выходят на Издешково и затем к Днепру.
За сутки армия освобождает 138 населённых пунктов и к 19 марта выходит на рубеж деревень Емельяново — Плещеево — Безменово — Жевлаки.
20 марта Днепр форсирован всей армией. Весенняя распутица осложнила дальнейшее продвижение. К тому же, в полосе наступления гитлеровцы сжигали все населённые пункты, разрушили железную дорогу и взорвали мосты и путепроводы автомагистрали Москва — Минск.
22 марта части 31-й армии попытались продолжить наступление в направлении Сафоново и Ярцево, но дальше первых траншей не продвинулись. В конце марта было решено прекратить общее наступление и перейти к обороне.
7 августа начали наступление войска армии в ходе операции «Суворов». Основные силы (36-й и 45-й стрелковые корпуса) вступили в бой 8 августа, но продвинулись лишь на 4 км в районе Рыбок и речки Ведосы. Тут же приходилось отбивать многократные контратаки противника. Продвижение войск было минимальным. На 11 августа даже не была достигнута автомагистраль Москва-Минск.
16 августа, после перегруппировки войск, возобновила наступление, но прошли не более полкилометра. Тяжёлые бои продолжались ещё несколько дней, а 20 августа наступление приказом вновь было приостановлено.
31-я армия возобновила наступление на своем участке  30 августа. За день наступающие продвинулись на 300—500 метров, а в ночь гитлеровцы начали отвод войск (отступая, противник старался закрепиться на промежуточных рубежах, но войска армии преследовали его, сбивали с рубежей, превращая отвод войск в бегство). Преследование началось на 31 августа на рассвете с форсирования реки Вопец.
К вечеру войска освободили 90 населённых пунктов, в том числе посёлок Сафоново.
После недели отступления фашистам удалось закрепиться на рубеже Ярцево — река Вопь, и 7 сентября войска армии временно перешли к обороне. 15 сентября возобновила наступление, была форсирована Вопь, а 16 сентября освобождён город Ярцево, затем совместно с 68-й и 5-й армиями войска 31-й армии овладели Смоленском (25 сентября).

### 1944 год
В феврале — марте участвовала в Витебской операции. В составе 3-го Белорусского фронта участвует в Белорусской и Гумбиннен-Гольдапской наступательных операциях.
Главную роль в ликвидации минского «котла» играли 31-я и 33-я армия.
В результате чего было приказано 49-й и 50-й армиям выделить пять дивизий для борьбы с окружённым противником, а остальными частями обойти немецкие группы с севера и юга, расчленить их и уничтожить в лесах севернее и северо-восточнее Волма.
Ликвидация проходила, условно, в три этапа:
- 5-7 июля — расчленение группировки и пресечение попыток организованного прорыва из кольца (противнику был нанесён значительный урон. Его войска, после сдачи в плен генерала Мюллера, распались на несколько групп и были дезорганизованы. Отсутствие боеприпасов и горючего заставило побросать технику и артиллерию. Каждая группа стремилась выбираться из кольца самостоятельно);
- 8-9 июля — разгром разрозненных группировок, укрывавшихся в лесах юго-восточнее Минска и стремившихся просочиться через боевые порядки советских войск;
- 10-13 июля — советские войска прочёсывали леса, вылавливая мелкие группы противника.

В последние дни лета 1944 года войска 3-го Белорусского фронта и в их составе 31-я армия вышли на подступы к границам Восточной Пруссии.
Имитировалось, например, ложное сосредоточение войск 11-й гвардейской армии на второстепенных участках фронта, создавалась видимость перегруппировки частей в полосу 31-й армии.

### 1945 год
В составе 3-го Белорусского фронта участвует в Восточно-Прусской наступательной операции.
В Восточно-Прусской операции 1945 армия ударом в направлении Летцен (Гижицко), Растенбург (Кентшин), Хейльсберг (Лидзбарк Варминьски) прорвала Хейльсбергский УР и 28 марта вышла к заливу Фришес-Хафф (Вислинский).
В боях южнее Кёнигсберга (Калининград) отличилась танковая рота 2-й отдельной танковой бригады 31А под командованием лейтенанта И. М. Ладушкина. 16 марта она уничтожила 15 противотанковых орудий, свыше 70 солдат и офицеров, взяла в плен более 100 гитлеровцев. Получивший ранение командир роты из подожжённого танка перешёл в другую машину и продолжал руководить боем. Однако вскоре и этот танк был подбит. За проявленные героизм, мужество и умелое руководство ротой И. М. Ладушкину посмертно было присвоено звание Героя Советского Союза, а г. Людвигсорт после войны переименован в г. Ладушкин.
В начале апреля армия была выведена в резерв фронта, затем передана 1-му Украинскому фронту и в его составе участвовала в Пражской операции 1945.
В годы войны за мужество, героизм и высокое воинское мастерство десятки тысяч воинов 31А награждены орденами и медалями, а 32 из них присвоено звание Героя Советского Союза. Многие её соединения и части награждены орденами и удостоены почётных наименований.
В июне 1945 года армия передана в состав Центральной группы войск (управление — г. Левенберг). Немедленно началось расформирование её соединений, по завершении которого управление армии было обращено на доукомплектование штаба Львовского военного округа и расформировано в начале сентября 1945 года

## Командование
Командующие
- Далматов Василий Никитич (15.07 — 12.10.1941),
- Юшкевич Василий Александрович (21.10.1941 — 19.03.1942),
- Вострухов Владимир Иванович (19.03 — 14.04.1942),
- Поленов Виталий Сергеевич (15.04.1942 — 27.02.1943),
- Глуздовский Владимир Алексеевич (27.02.1943 — 27.05.1944),
- Глаголев Василий Васильевич (27.05 — 15.12.1944),
- Шафранов Пётр Григорьевич (15.12.1944 — 13.09.1945).

Члены военного совета
- Русских Александр Георгиевич (15.07 — 12.10.1941, 21.10.1941 — 18.04.1944),
- Лахтарин Прокофий Маркович (9.09.1942 — 15.08.1944, 20.09.1944 — 11.05.1945),
- Карпенков Даниил Авдеевич (19.04.1944 — 11.05.1945),
- Журавлёв Иван Васильевич (19.08 — 17.10.1944).

Начальники штаба
- Хотимский Залман Ионович (15.07 — 30.09.1941),
- Анисимов Николай Павлович (1 — 12.10.1941),
- Глуздовский Владимир Алексеевич (21.10.1941 — 27.02.1943),
- Щедрин Михаил Иванович (27.02.1943 — 11.05.1945).

Командующие артиллерией
- Гуковский Емельян Исаевич (июль — ноябрь 1941)
- Новиков, Андрей Васильевич (на 15 июля 1943)
- Сёмин Михаил Фёдорович (октябрь 1943 — июнь 1945)

## Состав

### ВВС 31-й армии
В состав ВВС армии входили:
- 193-й истребительный авиационный полк (с марта 1942 года про май 1942 года)
- 885-й смешанный авиационный полк (с августа 1942 года по 01 марта 1943 года)

Командующий ВВС армии — полковник Симоненко Семён Яковлевич

### Донесения армии о боевом и численном составе
- Донесения о численном и боевом составе частей 31-й армии по состоянию на 20 сентября 1941 года в оперативный отдел Резервного фронта[ЦАМО 1]
  - 110-я стрелковая дивизия — личный состав: по штату — 11720 военнослужащих, по списку — 11427 военнослужащих
  - 103-я стрелковая дивизия — личный состав: по штату — 11720 военнослужащих, по списку — 2592 военнослужащих
- Московская стратегическая наступательная операция (контрнаступление под Москвой) (5.12.1941 — 7.01.1942)

Калининская наступательная операция (с 5.12.1941)
Бои на Старицком направлении (17.12.1941 — 7.01.1942)
256 сд, 247 сд, 250 сд, 119 сд, 359 сд, 262 сд, 5 сд, 359 сд, 54 кд, 46 кд,

56 ап, 510 гап, два отдельных дивизиона реактивных установок.
- Ржевско-Вяземская стратегическая наступательная операция (8.01.1942-20.04.1942)

Бои на рубеже р. Держа. (7.01.1942 — кон. 07.1942)
С 7.01.1942 армия сокращена до трёх дивизий — 5 сд, 247 сд, 250сд.

#### На 8 марта 1942 года[12]
- Отдельный запасной батальон аэродромного обслуживания 31-й армии — в составе Действующей армии: с 8 марта 1942 года по 4 апреля 1942 года. Переформирован в 836-й отдельный батальон аэродромного обслуживания 4 апреля 1942 года[12].

#### На 4 апреля 1942 года[12]
- 836-й отдельный батальон аэродромного обслуживания[12]
- Ржевско-Сычевская наступательная операция (30.07.1942 — 23.08.1942)

20 гвсд, 88 сд, 118 сд, 164 сд, 239 сд, 247 сд, 336 сд,

шесть отдельных танковых бригад 34 отбр, 71 отбр, 92 отбр, 101 отбр, 145 отбр, 212 отбр,

девять артиллерийских полков, два миномётных полка (в том числе 169-й минометный полк) шесть отдельных дивизионов реактивных установок БМ-13,

восемь отдельных дивизионов реактивных установок БМ-31, отдельный зенитный дивизион, 
восемь отдельных сапёрных батальонов, истребительный противотанковый полк.
- Ржевско-Сычевская наступательная операция (Операция «Марс») (25.11.1942 — 20.12.1942)

88 сд, 118 сд, 133 сд, 239 сд, 246 сд, 336 сд, 354 сд (в 20А к 1.12.42), 371 сд,

20 гвсд (в 20А к 1.12.42),

две танковые бригады — 32 тбр, 145 тбр (из 20А к 1.12.42),

пять артиллерийских полков — 74 гвап, 75 гвап, 392 пап, 644 пап, 1165 пап,

четыре противотанковых полка — 6 гвптап, 680 птап, 869 птап, 873 птап,

213-й отдельный противотанковый батальон,

два миномётных полка и два миномётных батальона — 112 минп, 40 гвминп, 13 огвминб, 67-й отдельный гвардейский тяжёлый миномётный батальон,

два зенитных полка — 1269 зенап, 1270 зенап,

614-й отдельный зенитный батальон,

три отдельных инженерных и сапёрных батальонов — 72 оиб, 113 оиб, 738-й отдельный минно-сапёрный батальон.
- Ржевско-Вяземская наступательная операция (02.1943 — 31.03.1943)

30 гвсд, 88 сд, 118 сд, 133 сд, 251 сд, 371 сд, 150 стрелковая бригада,

21-й дивизион бронепоездов, артиллерийские и инженерные подразделения,

со 2.03.1943 6-й и 20-й отдельные аэросанные батальоны,

с 9.03.1943 42 гвсд,

с 13.03.1943 82 сд, 331 сд, 18-я танковая бригада.
- Смоленская стратегическая наступательная операция (Операция «Суворов») (7.08.1943 — 2.10.1943)

36 ск — 215 сд, 274 сд, 359 сд, 549-й миномётный полк, 873-й истребительный противотанковый полк,

36-я и 156-я отдельные роты фугасных огнемётов,

45 ск — 331 сд, 88 сд, 220 сд, 646 ап, 41 рота фугасных огнемётов,

71 ск — 251 сд, 133 сд, 82 сд, армейский лыжный батальон, 205-я рота фугасных огнемётов,

42 гвтбр, 2-й гвардейский мотоциклетный полк,

другие артиллерийские части — 529-й армейский истребительный противотанковый полк, 542 иптап, 644 пап, 392 кап,

1478 зенап, 341 зенап, 525 озадн, 28 гвминдн, 201 гвминдн,

инженерные части — 90-й армейский понтонно-мостовой батальон, 51 опмб, 72-й армейский инженерный батальон, 291 аиб.

В ходе операции происходили перегруппировки войсковых подразделений.

После освобождения Ярцево в состав армии вошёл 152-й укреплённый район.
- Наступательная операция на оршанском направлении (12.10.1943 — 2.12.1943)

Наступательная операция 31-й армии в районе Бабиновичи (22.02.1943 — 27.02.1943)
36 ск, 71 ск,

армейские и корпусные артиллерийские и инженерные подразделения.
- Белорусская стратегическая наступательная операция (Операция «Багратион») (23.06.1944 — 29.08.1944)

36 ск — 220 сд, 352 сд,

71 ск — 88 сд, 192 сд, 331сд,

113 ск — 62 сд, 174 сд,

173 сд армейского подчинения,

артиллерийские подразделения — 140 пабр, 392 кпап, 570 кпап, 83 гвгап, 43 иптабр, 529 иптап, 549 минп, 74 гвминп,

2 овпдаан (отдельный воздухоплавательный дивизион аэростатов артиллерийского наблюдения),

66 зенад (1981, 1985, 1989, 1993 зенап), 1275 зенап, 1478 зенап, 525 озадн,

бронетанковые и механизированные подразделения — 213 тбр, 926 сап, 927 сап, 959 сап, 1445 сап, 52-й отдельный дивизион бронепоездов,

инженерные подразделения — 31-я инженерно-сапёрная бригада, 90-й понтонно-мостовой батальон,

огнемётные батальоны — 14 ооб, 15 ооб.
- Гумбиннен-Гольдапская наступательная операция (16.10.1944 — 30.10.1944)

71 ск — 88 сд, 62 сд, 331 сд,

36 ск — 352 сд, 173 сд, 174 сд,

220 сд в армейском резерве,

140 пабр, 549 минп, 529 иптап, 74 гвминп (реактивные установки), четыре полка самоходной артиллерии (сап),

другие артиллерийские и инженерные подразделения.
- Восточно-Прусская стратегическая наступательная операция (13.01.1945 — 25.04.1945)

С 29.01.1945,

44 ск — 62 сд, 174 сд, 331 сд,

71 ск — 54 сд, 88 сд, 220 сд,

152-й укреплённый район (до 11.02.1945), 140 пабр, 513 тп, 337 сап, 926 сап, 959 сап, 529 иптап,

другие подразделения.
С 6.02.1945 до 12.02.1945 армия усилена 32 гвсд, 334 сд, 153 тбр, 1490 сап
С 12.02.1945,

71 ск — 54 сд, 88 сд, 331 сд,

44 ск — 174 сд, 62 сд, 220 сд,

артиллерийские подразделения — 140 пабр, 62 гвминп, 42 гвминп, 74 гвминп, 549 минп, 529 иптап, 23 иптабр, 46 иптабр, 14 иптабр, 35 иптабр,

огнемётные батальоны — 13 ооб, 14 ооб, 15 ооб,

самоходные артиллерийские полки — 337 сап, 959 сап, 926 сап,

инженерные сапёрные батальоны — 11 исб, 202 исб, 204 исб, 19 штурмовой сапёрный батальон,

2-й гвардейский мотоциклетный полк.
- Передислокация на 1-й Украинский фронт (2.04.1945 — 20.04.1945)
- Берлинская стратегическая наступательная операция (16.04.1945 — 9.05.1945)
- Пражская стратегическая наступательная операция (6.05.1945 — 11.05.1945)

71 ск — 54 сд, 88 сд, 331 сд,

44 ск — 62 сд, 174 сд, 220 сд,

36 ск — 173 сд, 176 сд, 352 сд,

140 пабр, 549 минп, 51 лап, 926 сап, 529 иптап, 357 иптап,

другие подразделения:
- 92-й отдельный Оршанский[13] орденов Александра Невского[14] и Красной Звезды[15] полк связи[16]

## Освобождённые города
- 16 декабря 1941 — Калинин (совместно с 29-й армией)
- 1 января 1942 — Старица (совместно с 29-й армией)
- 23 августа 1942 — Зубцов
- 8 марта 1943 — Сычёвка
- 16 сентября 1943 — Ярцево
- 25 сентября 1943 — Смоленск (совместно с 5-й армией и 68-й армией)
- 26 июня 1944 — Дубровно (совместно с 1-й воздушной армией)
- 27 июня 1944 — Орша (совместно с 11-й гвардейской армией, 1-й воздушной армией и авиацией дальнего действия)
- 1 июля 1944 — Борисов (совместно с 11-й гвардейской армией, 5-й гвардейской танковой армией, 1-й воздушной армией и авиацией дальнего действия)
- 3 июля 1944 — Минск (совместно с 3-й армией, 50-й армией, 5-й гвардейской танковой армией, 5-м гвардейским танковым корпусом, 1-й воздушной армией и авиацией дальнего действия)
- 16 июля 1944 — Гродно (совместно с 50-й армией, 3-м гвардейским кавалерийским корпусом и 1-й воздушной армией)
- 23 января 1945 — Бане-Мазурске (Бенкхайм)
- 23 января 1945 — Олецко (Тройбург)
- 26 января 1945 — Гижицко (Летцен)
- 27 января 1945 — Барцяны (Бартен)
- 27 января 1945 — Сроково (Дренгфурт)
- 27 января 1945 — Кентшин (Растенбург)
- 31 января 1945 — Лидзбарк-Варминьски (Хайльсберг)
- 2 февраля 1945 — Гурово-Илавецке (Ландсберг)
- 25 марта 1945 — Мамоново (Хайлигенбайль) (совместно с 3-й армией, 28-й армией и 1-й воздушной армией)

## Мемуары
- В боях за Восточную Пруссию. Записки командующего 11-й гвардейской армией. — М.: Наука, 1970. — 500 с.